# Alfredo d'Aquitania
Alfredo d'Aquitania, detto anche il Giovane (... – 927) fu duca d'Aquitania, conte d'Alvernia e di Mâcon, dal 926 fino alla sua morte.

## Origine
Era figlio del conte di Razès Alfredo I di Carcassonne (?-905) e di Adelinda o Adelaide, figlia del duca di Settimania, conte di Autun, conte di Rodez, conte d'Alvernia e conte di Tolosa, Bernardo Piede di Velluto.
Alfredo era quindi fratello di Guglielmo il Giovane e nipote di Guglielmo il Pio od il Vecchio, come risulta sia da un documento del Cartulaire de Brioude, datato 926 che da un documento del Recueil des chartes de l'abbaye de Cluny. Tome 1, datato, 11 ottobre 927.

## Biografia
Alla morte del fratello, Guglielmo il Giovane nel 926, gli succedette nei titoli di duca d'Aquitania, conte d'Alvernia e Conte di Mâcon.
Anche sotto il suo governo, il ducato dovette subire delle incursioni e razzie sia da parte dei Vichinghi della Loira che di quelli del bacino della Senna.
Alfredo fu anche abate laico dell'abbazia di Saint-Julien de Brioude, come risulta dal documento n° 315 dell'abbazia stessa, datato 926, per una donazione allo stesso monastero, intercedendo per le anime dei genitori, Alfredo e Adelinda (genitoris mei Acfredi et genetricis meae Adalende) degli zii Guarino e Guglielmo il Pio (avunculorum meorum Garini atque Guillelmi) e dei fratelli Bernardo e Guglielmo il Giovane (fratrum meorum Bernardi necnon etiam Guillelmi).
Nel 927, Alfredo fece ancora una donazione all'abbazia di Cluny, come risulta dal documento n° 286 dell'abbazia stessa, datato 926, per una donazione allo stesso monastero, intercedendo per le anime dei genitori, Alfredo e Adelinda (genitore meo Acfredo et genitrice mea Adalindis) degli zii Guarino e Guglielmo il Pio (avunculis meis Wilelmo et Guarino) e dei fratelli Bernardo e Guglielmo il Giovane (fratribus meis Bernardo et Guilelmo).
Morì poco dopo, senza discendenti; prima di morire, per il ducato d'Aquitania, come riportato da Richard, A. nell'Histoire des Comtes de Poitou (ed. 1903), scelse come erede Ebalus il Bastardo, per cui, alla sua morte e l'Aquitania tornò al suo legittimo duca, Ebalus, discendente del casato di Poitiers; mentre l'Alvernia andò al fratello di Alfredo, Bernardo III e Macon andò a Ugo il Nero di Borgogna.

## Discendenza
Di Guglielmo non si hanno notizie di un'eventuale moglie e non si conosce alcuna discendenza.

### Fonti primarie
- (LA)  Recueil des chartes de l'abbaye de Cluny. Tome 1 .
- (LA)  #ES Cartulaire de Brioude.

### Letteratura storiografica
- Louis Alphen, Francia: Gli ultimi Carolingi e l'ascesa di Ugo Capeto (888-987), in «Storia del mondo medievale», vol. II, 1979, pp. 636–661
- (FR)  Claude Devic e Joseph Vaissette, Histoire générale de Languedoc Google Books Vol. 1 (1840), Vol. 2 (1840), Vol. 3 (1841), Vol. 4 (1749), Vol. 5 (1842), Vol. 6 (1843), Vol. 7 (1843), Vol. 8 (1844), Vol. 9 (1845)
- (FR)  Histoire de Mâcon du IXème au XIIIème.